# Pallacanestro al XIII Festival olimpico estivo della gioventù europea
Le competizioni di pallacanestro al XIII Festival olimpico estivo della gioventù europea si sono svolte dal 27 luglio al 1º agosto a Tbilisi, in Georgia

## Podi

### Ragazzi
| Evento          | Oro                  | Argento | Bronzo   |
| Torneo maschile | Bosnia ed Erzegovina | Spagna  | Germania |

### Ragazze
| Evento           | Oro       | Argento | Bronzo   |
| Torneo femminile | Rep. Ceca | Belgio  | Ungheria |